# بی وارد
بی وارد (انگلیسی: Bay Ward) یا بخش هفت یک بخش شهرداری در اتاوا، انتاریو، کانادا است.